# Футбольна асоціація Мальти
Футбольна асоціація Мальти (англ. Malta Football Association) — футбольна асоціація, що здійснює контроль і управління футболом на Мальті. Штаб-квартира розташована в селищі Та'Калі. Під егідою асоціації проводяться змагання у Чемпіонаті та кубку Мальти з футболу, а також проводиться управління футбольними збірними Мальти.

## Історія
ФФЛ заснована у 1900 році, член ФІФА з 1959 року, а УЄФА з 1960 року. З того часу асоціація організовує діяльність та здійснює керування національними збірними з футболу, включаючи головну національну збірну.

## Структура
Асоціація володіє Національним стадіоном, на якому проводяться матчі національного чемпіонату і збірних країни.
В асоціацію входять 52 футбольних клубу і 7 спеціалізованих футбольних асоціацій:
- Футбольна асоціація Гозо — організовує турніри для клубів острова Гозо
- Inter Amateur Soccer Competition — організовує турніри для аматорських клубів
- Employees Sports Association
- Malta Hotels and Restaurants Sports Association
- Industries Soccer Association
- District Football Association
- Асоціація юнацького футболу Мальти

## Історичні емблеми